# 호리 히데마사
호리 히데마사(일본어: 堀 秀政)는 센고쿠 시대부터 아즈치모모야마 시대에 걸친 무장, 다이묘이다.